# Castillo Nunatak

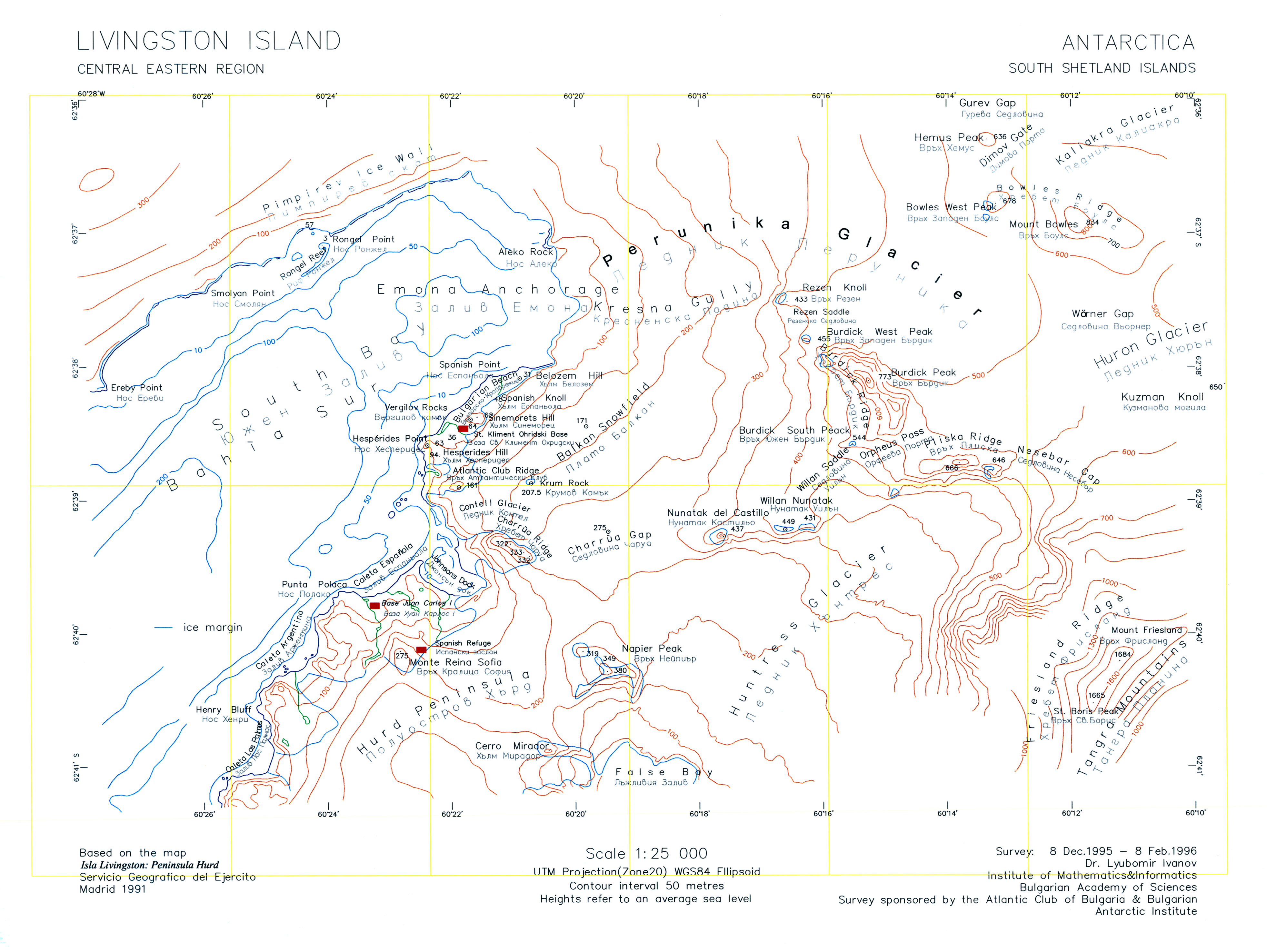
Mappa topografica del settore centro-orientale dell'Isola Livingston, con il Castillo Nunatak.

Castillo Nunatak (in lingua spagnola: Nunatak del Castillo) è un prominente picco roccioso, alto 443 m e posto sullo spartiacque tra il Ghiacciaio Huntress e il Balkan Snowfield, nella Penisola Hurd situata nel settore orientale dell'Isola Livingston, che fa parte delle Isole Shetland Meridionali, in Antartide. 
Il nunatak è collegato al Charrúa Ridge a ovest dal Charrúa Gap, e al Burdick Ridge a est-nordest da Willan Nunatak e Willan Saddle. 
La denominazione, che in lingua spagnola significa "Nunatak del castello", è stata assegnata per la forma stagliata e isolata del picco roccioso che rappresenta un cospicuo punto di riferimento nell'area del Charrúa Gap.

## Localizzazione
Il nunatak è posizionato alle coordinate 62°39′16.7″S 60°17′34″W, 860 m a ovest del Willan Nunatak, 2,5 km a nordest del Napier Peak, 2,9 km a est di Charrúa Ridge e 2,8 km a est-sudest di Krum Rock.
Mappatura spagnola da parte del Servicio Geográfico del Ejército nel 1991; rilevazione topografica bulgara nel 1995/96 e nel corso della spedizione investigativa Tangra 2004/05 con mappatura nel 1996, 2005 e 2009.

## Mappe
- Isla Livingston: Península Hurd. Mapa topográfico de escala 1:25000. Madrid: Servicio Geográfico del Ejército, 1991. (Map reproduced on p. 16 of the linked work)
- L.L. Ivanov. Livingston Island: Central-Eastern Region. Scale 1:25000 topographic map.  Sofia: Antarctic Place-names Commission of Bulgaria, 1996.
- L.L. Ivanov et al. Antarctica: Livingston Island and Greenwich Island, South Shetland Islands. Scale 1:100000 topographic map. Sofia: Antarctic Place-names Commission of Bulgaria, 2005.
- L.L. Ivanov. Antarctica: Livingston Island and Greenwich, Robert, Snow and Smith Islands. Scale 1:120000 topographic map.  Troyan: Manfred Wörner Foundation, 2009.  ISBN 978-954-92032-6-4
- Antarctic Digital Database (ADD). Scale 1:250000 topographic map of Antarctica. Scientific Committee on Antarctic Research (SCAR). Since 1993, regularly upgraded and updated.
- L.L. Ivanov. Antarctica: Livingston Island and Smith Island. Scale 1:100000 topographic map. Manfred Wörner Foundation, 2017. ISBN 978-619-90008-3-0